# Margit Hansen
Margit Hansen født 1956 er en tidligere dansk atlet fra Københavns IF som i forbindelse med splitringen af KIF i 1973 gik med i den nystartede AK73.
Margit Hansen deltog på 100 meter hæk ved EM i Rom 1974, hvor hun blev slået ud i de indledende heat med tiden 14.11. Hun vandt ti danske mesterskaber i sprint, hækkeløb, længdespring, femkamp og nikamp.
Margit Hansen vandt en bronzemedalje for Aalborg AM ved de danske veteran mesterskaber (50-54) på maraton ved Copenhagen Marathon 2003 med tiden 3:32.18.

## Danske mesterskaber
- Bronze 1978 100 meter hæk 14.23
- Bronze 1977 100 meter hæk 14.37
- Guld 1975 100 meter hæk 13.66
- Guld 1975 60 meter inde 7.6
- Guld 1975 60 meter hæk inde 8.5
- Guld 1974 Femkamp 3.736 p
- Guld 1974 100 meter hæk 13.9
- Sølv 1974 100 meter 12.2
- Guld 1974 60 meter hæk inde 8.9
- Guld 1973 Nikamp 6.605 p Dansk rekord
- Guld 1973 100 meter 12.0
- Guld 1973 100 meter hæk 14.3
- Bronze 1971 100 meter hæk 14.6
- Guld 1970 Længde 5,85 Dansk junior rekord
- Bronze 1970 100 meter hæk 15.3

## Personlige rekorder
- 100 meter: 11,9h 1973
- 200 meter: 24,5h 1973
- 800 meter: 2.26.9h 1976
- 110m hæk: 13,66 1975
- Længdespring: 5,87 1975
- Højdespring: 1,55 1975
- Kuglestød: 10,82 1974
- Diskoskast 39,11 1978
- Spydkast: 34.84 1978